# Guadalupe Solares Bauza
Guadalupe Natalia Solares Bauza (Papantla, Veracruz, 12 de diciembre de 1928-3 de noviembre de 2021) fue una política mexicana, miembro del Partido Revolucionario Institucional (PRI). Fue diputada federal de 1985 a 1988.

## Biografía
Realizó sus estudios básicos en su ciudad natal y luego en el Colegio del Verbo Encarnado en Teziutlán, Puebla y en el Colegio Williams de la Ciudad de México, de donde egresó de la carrera de Comercio en 1947. Miembro activo del PRI, su primer cargo fue secretaria de Finanzas del comité municipal del partido de 1961 a 1964.
De 1967 a 1970 fue regidora del ayuntamiento del municipio de Papantla que presidió Rafael Vergara Gallardo y en el mismo periodo, directora femenil en el PRI municipal y de 1970 a 1973 delegada femenil en el distrito de Papantla. De 1972 a 1974 fue por primera ocasión diputada suplente del Congreso del Estado de Veracruz, siendo propietario Alfonso Luna Alfeirán en la XLIX Legislatura por el distirto 5 local. Durante este periodo acudió como representante gubernamental a coordinar la ayuda a los daminificados del terremoto de 1973 en la sierra de Zongolica.
En 1976 fue elegida a su vez diputada federal suplente, siendo por propietario Manuel Gutiérrez Zamora Zamudio por el distrito 5 federal a la L Legislatura y sin haber ocupado la diputación, y en 1977 fue elegida diputada local propietaria por el distrito 5 a la LI Legislatura del Congreso del Estado. En 1982 fue por segunda ocasión diputada federal suplente, esta vez a la LII Legislatura que concluyó en 1985 y siendo propietario Edmundo Martínez Zaleta.
Finalmente, fue elegida diputada federal propietaria en representación del Distrito 4 de Veracruz a la LIII Legislatura que concluyó en 1988. Tras este cargo se retiró de la política activa, falleció el día 3 de noviembre de 2021.